# Atletica leggera ai Giochi della VIII Olimpiade - 400 metri piani

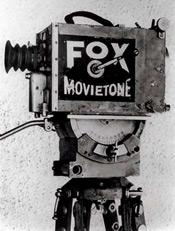
Video della Finale (durata: 1'11")

La competizione dei 400 metri piani di atletica leggera ai Giochi della VIII Olimpiade si tenne i giorni 10 e 11 luglio 1924 allo Stadio di Colombes a Parigi.

## L'eccellenza mondiale
| Migliore prest. europea | 48"1         | W. Halswelle 1908                    | ✝ 1915   |
| Primatisti mondiali     | 47"4 (440 y) | Ted Meredith 1916 Binga Dismond 1916 | Assente  |
| Primato stagionale      | 47"7 (400 m) | Eric Wilson                          | Presente |
| Vincitore Trials USA    | 48"1 (400 m) | J. Coard Taylor                      | Presente |

1. ↑  Fino al 5 luglio.

In Europa nessuno è ancora riuscito a correre il giro di pista in meno di 48".

## La gara
Essendo la pista lunga 500 metri, la gara si disputa con una sola curva. I concorrenti partono all'inizio del rettilineo opposto a quello d'arrivo. La Gran Bretagna punta su Eric Liddell, specialista di 100 e 200 che però ha deciso di correre i 400 perché alcuni turni dello sprint si disputano di domenica.
Nei Quarti lo svizzero Josef Imbach stupisce tutti battendo il record olimpico con 48"0. Migliora anche il record europeo, che durava da 16 anni. Dietro di lui lo svedese Nils Engdahl stabilisce il record nazionale con 48"4. La gara è fatale a Eric Wilson, il primatista mondiale stagionale, che giunge terzo in 48"8 e viene eliminato. Il tempo di Wilson è il più veloce della storia per un atleta eliminato nelle qualificazioni, comprendendo anche le semifinali.

In semifinale lo statunitense Horatio Fitch batte il primato dei Giochi con 47"8. Il secondo classificato, l'inglese Guy Butler (47"9) è il primo europeo ad abbattere il muro dei 48". L'altra semifinale viene vinta dall'atleta di casa, Liddell, in 48"2.

La finale si preannuncia molto combattuta: ci sono due statunitensi, due britannici, un canadese ed uno svizzero.
Liddell sceglie una tattica apparentemente "suicida". Correndo di pura forza, brucia i primi 200 metri in 22”2, poi soffre fino all'arrivo, ma finisce largamente primo. Fitch è secondo, mentre Imbach non finisce la gara, almeno così risulta ufficialmente dalle statistiche.
Eric Liddell non parteciperà alla staffetta 4 x 400 perché la finale si corre il 13 luglio, che è una domenica.

## Risultati

### Turni eliminatori
| 17 Batterie        | 10 luglio, mattina    | 60 iscritti | Si qualificano i primi 2 . |
| 6 Quarti di finale | 10 luglio, pomeriggio | 33 partenti | Si qualificano i primi 2.  |
| 2 Semifinali       | 11 luglio, mattina    | 6 + 6       | Si qualificano i primi 3.  |
| Finale             | 11 luglio, ore 18:30  | 6 partenti  |                            |

### Batterie
| Pos. | Atleta        | Nazione   | Tempo |
| ---- | ------------- | --------- | ----- |
| 1    | Horace Aylwin | Canada    | 54"0  |
| 2    | Erik Wilén    | Finlandia | 54"8  |

| Pos. | Atleta             | Nazione     | Tempo |
| ---- | ------------------ | ----------- | ----- |
| 1    | Ray Robertson      | Stati Uniti | 50"2  |
| 2    | Kai Jensen         | Danimarca   | 50"9  |
| 3    | Jules Migeot       | Belgio      | 51"6  |
| 4    | Reinhold Kesküll   | Estonia     | 53"2  |
| 5    | Christophe Mirgain | Lussemburgo | n/d   |

| Pos. | Atleta          | Nazione   | Tempo |
| ---- | --------------- | --------- | ----- |
| 1    | Gustaf Wejnarth | Svezia    | 50"2  |
| 2    | Lajos Kurunczy  | Ungheria  | 52"6  |
| 3    | Richard Honner  | Australia | 53"1  |
| 4    | Kiril Petrunov  | Bulgaria  | n/d   |

| Pos. | Atleta         | Nazione     | Tempo |
| ---- | -------------- | ----------- | ----- |
| 1    | Eric Wilson    | Stati Uniti | 49"6  |
| 2    | Roy Norman     | Australia   | 50"6  |
| 3    | William Fuller | Canada      | 51"5  |
| 4    | Édouard Armand | Haiti       | n/d   |

| Pos. | Atleta       | Nazione  | Tempo |
| ---- | ------------ | -------- | ----- |
| 1    | Josef Imbach | Svizzera | 51"8  |

| Pos. | Atleta        | Nazione  | Tempo |
| ---- | ------------- | -------- | ----- |
| 1    | David Johnson | Canada   | 51"8  |
| 2    | Charles Hoff  | Norvegia | 53"8  |

| Pos. | Atleta         | Nazione     | Tempo |
| ---- | -------------- | ----------- | ----- |
| 1    | John Taylor    | Stati Uniti | 50"8  |
| 2    | Tokushige Noto | Giappone    | 51"7  |
| 3    | Wim Bolten     | Paesi Bassi | 53"0  |

| Pos. | Atleta            | Nazione     | Tempo |
| ---- | ----------------- | ----------- | ----- |
| 1    | Toby Betts        | Sudafrica   | 49"8  |
| 2    | Sean Lavan        | Irlanda     | 51"2  |
| 3    | Wim Kat           | Paesi Bassi | 51"8  |
| 4    | Guillermo Amparan | Messico     | 52"0  |

| Pos. | Atleta         | Nazione     | Tempo |
| ---- | -------------- | ----------- | ----- |
| 1    | Artur Svensson | Svezia      | 50"0  |
| 2    | Raymond Fritz  | Francia     | 51"0  |
| 3    | Charles Lane   | Australia   | 51"4  |
| 4    | Menso Menso    | Paesi Bassi | n/d   |
| 5    | Juan Escutia   | Messico     | n/d   |

| Pos. | Atleta            | Nazione       | Tempo |
| ---- | ----------------- | ------------- | ----- |
| 1    | Clarence Oldfield | Sudafrica     | 49"6  |
| 2    | Edward Toms       | Gran Bretagna | 49"9  |
| 3    | Carlos Garces     | Messico       | n/d   |
| 4    | Emilio Casanovas  | Argentina     | n/d   |

| Pos. | Atleta         | Nazione       | Tempo |
| ---- | -------------- | ------------- | ----- |
| 1    | Nils Engdahl   | Svezia        | 49"2  |
| 2    | George Renwick | Gran Bretagna | 50"3  |
| 3    | Francisco Dova | Argentina     | 51"0  |
| 4    | José Martínez  | Messico       | n/d   |

| Pos. | Atleta         | Nazione          | Tempo |
| ---- | -------------- | ---------------- | ----- |
| 1    | Terence Pitt   | India Britannica | 49"8  |
| 2    | Alan Christie  | Canada           | 50"5  |
| 3    | Félix Escobar  | Argentina        | 51"4  |
| 4    | Raymond Jamois | Francia          | n/d   |
| 5    | Karel Přibyl   | Cecoslovacchia   | n/d   |

| Pos. | Atleta            | Nazione   | Tempo |
| ---- | ----------------- | --------- | ----- |
| 1    | Luigi Facelli     | Italia    | 51"0  |
| 2    | Federico Brewster | Argentina | 51"8  |
| 3    | Stefan Ołdak      | Polonia   | 55"0  |

| Pos. | Atleta                  | Nazione       | Tempo |
| ---- | ----------------------- | ------------- | ----- |
| 1    | Eric Liddell            | Gran Bretagna | 50"2  |
| 2    | Alfredo Gargiullo       | Italia        | 50"4  |
| 3    | Erik Byléhn             | Svezia        | 50"6  |
| 4    | Stanisław Świętochowski | Polonia       | 55"4  |

| Pos. | Atleta        | Nazione     | Tempo |
| ---- | ------------- | ----------- | ----- |
| 1    | Horatio Fitch | Stati Uniti | 52"0  |
| 2    | Erik Åström   | Finlandia   | 52"1  |

| Pos. | Atleta           | Nazione       | Tempo |
| ---- | ---------------- | ------------- | ----- |
| 1    | Guy Butler       | Gran Bretagna | 50"2  |
| 2    | Gaston Féry      | Francia       | 51"0  |
| 3    | Narciso Costa    | Brasile       | n/d   |
| 4    | Ennio Maffiolini | Italia        | n/d   |
| 5    | Christian Simmen | Svizzera      | n/d   |

| Pos. | Atleta             | Nazione     | Tempo |
| ---- | ------------------ | ----------- | ----- |
| 1    | Barthélémy Favodon | Francia     | 51"2  |
| 2    | Adriaan Paulen     | Paesi Bassi | 52"0  |
| 3    | Paul Hammer        | Lussemburgo | 53"1  |

### Quarti di finale
| Pos. | Atleta         | Nazione       | Tempo |
| ---- | -------------- | ------------- | ----- |
| 1    | Horatio Fitch  | Stati Uniti   | 49"0  |
| 2    | Artur Svensson | Svezia        | 50"0  |
| 3    | Alan Christie  | Canada        | 50"8  |
| 4    | Edward Toms    | Gran Bretagna | n/d   |
| -    | Lajos Kurunczy | Ungheria      | NP    |

| Pos. | Atleta          | Nazione   | Tempo |
| ---- | --------------- | --------- | ----- |
| 1    | Toby Betts      | Sudafrica | 49"0  |
| 2    | Charles Hoff    | Norvegia  | 49"2  |
| 3    | Gustaf Wejnarth | Svezia    | 50"2  |
| 4    | Gaston Féry     | Francia   | 50"7  |
| -    | Erik Åström     | Finlandia | NP    |

| Pos. | Atleta             | Nazione          | Tempo |
| ---- | ------------------ | ---------------- | ----- |
| 1    | Guy Butler         | Gran Bretagna    | 49"8  |
| 2    | John Taylor        | Stati Uniti      | 50"4  |
| 3    | Barthélémy Favodon | Francia          | 50"9  |
| 4    | Terence Pitt       | India Britannica | 51"6  |
| 5    | Kai Jensen         | Danimarca        | n/d   |
| 6    | Federico Brewster  | Argentina        | n/d   |

| Pos. | Atleta         | Nazione       | Tempo |
| ---- | -------------- | ------------- | ----- |
| 1    | Adriaan Paulen | Paesi Bassi   | 49"0  |
| 2    | Eric Liddell   | Gran Bretagna | 49"3  |
| 3    | Ray Robertson  | Stati Uniti   | 49"5  |
| 4    | Luigi Facelli  | Italia        | 50"5  |
| 5    | Raymond Fritz  | Francia       | 50"5  |

| Pos. | Atleta            | Nazione       | Tempo |
| ---- | ----------------- | ------------- | ----- |
| 1    | Clarence Oldfield | Sudafrica     | 49"0  |
| 2    | David Johnson     | Canada        | 49"3  |
| 3    | Erik Wilén        | Finlandia     | 49"6  |
| 4    | Roy Norman        | Australia     | 50"2  |
| 5    | Alfredo Gargiullo | Italia        | n/d   |
| 6    | George Renwick    | Gran Bretagna | n/d   |

| Pos. | Atleta         | Nazione     | Tempo |
| ---- | -------------- | ----------- | ----- |
| 1    | Josef Imbach   | Svizzera    | 48"0  |
| 2    | Nils Engdahl   | Svezia      | 48"4  |
| 3    | Eric Wilson    | Stati Uniti | 48"8  |
| 4    | Sean Lavan     | Irlanda     | 49"8  |
| 5    | Tokushige Noto | Giappone    | 50"7  |
| 6    | Horace Aylwin  | Canada      | n/d   |

### Semifinali
| Pos. | Atleta         | Nazione       | Tempo |
| ---- | -------------- | ------------- | ----- |
| 1    | Horatio Fitch  | Stati Uniti   | 47"8  |
| 2    | Guy Butler     | Gran Bretagna | 47"9  |
| 3    | David Johnson  | Canada        | 48"0  |
| 4    | Adriaan Paulen | Paesi Bassi   | 48"2  |
| 5    | Toby Betts     | Sudafrica     | 48"4  |
| 6    | Nils Engdahl   | Svezia        | 48"6  |

| Pos. | Atleta            | Nazione       | Tempo |
| ---- | ----------------- | ------------- | ----- |
| 1    | Eric Liddell      | Gran Bretagna | 48"2  |
| 2    | Josef Imbach      | Svizzera      | 48"3  |
| 3    | John Taylor       | Stati Uniti   | 48"7  |
| 4    | Charles Hoff      | Norvegia      | 48"8  |
| 5    | Clarence Oldfield | Sudafrica     | 49"0  |
| 6    | Artur Svensson    | Svezia        | 49"1  |

### Finale
È ufficializzato solo il tempo del primo classificato.
| Pos.    | Atleta        | Età | Nazione       | Tempo ufficiale | Tempo ufficioso |
| ------- | ------------- | --- | ------------- | --------------- | --------------- |
| Oro     | Eric Liddell  | 22  | Gran Bretagna | 47"6            |                 |
| Argento | Horatio Fitch | 24  | Stati Uniti   |                 | 48"4            |
| Bronzo  | Guy Butler    | 22  | Gran Bretagna |                 | 48"6            |
| 4       | David Johnson | 22  | Canada        |                 | 48"8            |
| 5       | John Taylor   | 23  | Stati Uniti   |                 | 1'07"0          |
| -       | Josef Imbach  | 30  | Svizzera      | Ritirato        | Ritirato        |